# Tina Stöckle
Tina Stöckle (* 12. September 1948 in Günzburg; † 8. April 1992 in Berlin) war eine deutsche Autorin und Aktivistin der humanistischen Antipsychiatrie.

## Leben
Tina Stöckle war Hauptschullehrerin und absolvierte ein Zweitstudium der Diplom-Pädagogik an der TU Berlin. Nachdem sie selbst mehrfach in der Psychiatrie untergebracht war, stieß sie im Herbst 1980 auf die Irren-Offensive in Berlin und leistete ab 1983 gemeinsam mit Peter Lehmann wesentlichen Anteil am Aufbau des (mit Landesmitteln finanzierten) Treffpunkts der Irren-Offensive sowie an seinem Betrieb. Ab 1982 engagierte sie sich für die Idee des Weglaufhauses. Ihr zu Ehren trägt das Weglaufhaus in Berlin den Beinamen „Villa Stöckle“.
Sie war wesentlich beteiligt an der Weiterentwicklung der patriarchalisch und akademisch geprägten Antipsychiatrie in Richtung einer nutzergetragene, humanistische und feministische Positionen einschließenden Antipsychiatrie. 1989 war sie Gründungsmitglied des Vereins zum Schutz vor psychiatrischer Gewalt e.V.

## Publikationen
- Die Irren-Offensive. Erfahrungen einer Selbsthilfe-Organisation von Psychiatrieüberlebenden. Frankfurt am Main: Extrabuchverlag 1983. PDF-E-Book Neuausgabe im Peter Lehmann Antipsychiatrieverlag 2025 mit einem aktualisierten Nachwort von Peter Lehmann. ISBN 978-3-925931-81-9